# Barbula novo-granatensis
Barbula novo-granatensis är en bladmossart som beskrevs av Georg Ernst Ludwig Hampe 1863. Barbula novo-granatensis ingår i släktet neonmossor, och familjen Pottiaceae. Inga underarter finns listade i Catalogue of Life.